# トラウンシュタイン

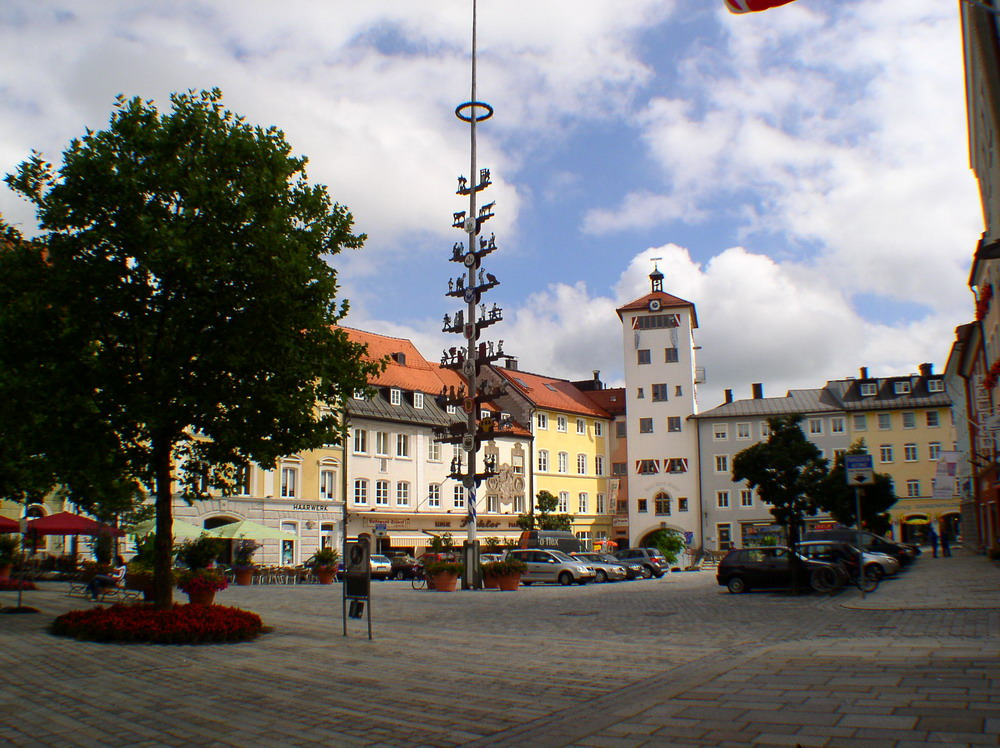
マーケットの広場

トラウンシュタイン（Traunstein）は、ドイツ連邦共和国南部のバイエルン州オーバーバイエルン行政管区に属する自治体。ミュンヘンの南東、キーム湖東岸から8キロメートルに位置する。10世紀から歴史的な市場、バードライヒェンハルから塩街道、ビール醸造、オーバーバイエルンのリゾート町として知られる。
1245年、史料上でトラウンシュタインが市場として初めて記述された。当市は1704年と1851年に大火に遭ったことがある。

## 交通
- 鉄道：トラウンシュタイン駅 - レギオナルエクスプレスやレギオナルバーンの拠点駅である。

## ゆかりのある人物
- エヴィ・ザッヘンバッハー＝シュテーレ - クロスカントリースキー選手
- ベネディクト16世 (ローマ教皇)[1]

## 姉妹都市
- ヘイワーズ・ヒース、イギリス
- ギャップ、フランス
- ピネローロ、イタリア

## 引用
1. ↑  https://books.google.co.jp/books?id=eR8weSA-f9gC&pg=PA15&dq=ratzinger+traunstein&hl=en&sa=X&ved=0ahUKEwjDuMXTvpPPAhVQxWMKHRX1AVUQ6AEIGzAA#v=onepage&q=ratzinger%20traunstein&f=false